# Saint-George (Vaud)
Saint-George és un municipi del cantó suís del Vaud, situat al districte de Nyon. El municipi és famós per la seva glacera, situada a 1290 m d'altitud i que es podia visitar fins que es van treure les escales interiors per no fer-la malbé.